# Bouwrijp

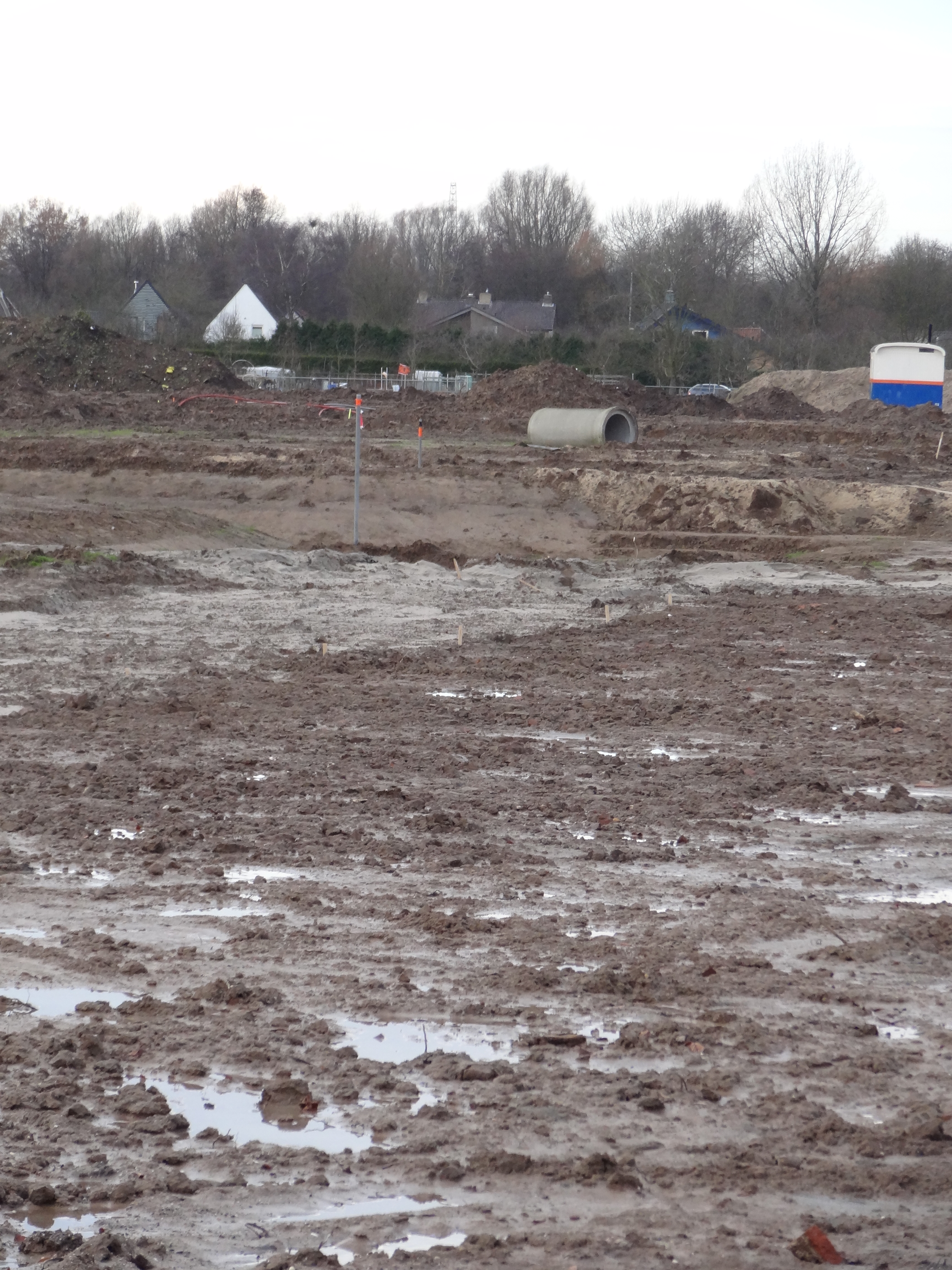
Grond waar werkzaamheden bezig zijn voor het bouwrijp maken.

Bouwrijp maken van een stuk grond betekent dat men het maaiveld gaat bewerken voordat er met bouwen begonnen kan worden. Een bouwrijp terrein is een terrein zonder verhardingen, funderingen, gebouwen, bomen en wortels, struiken en andere obstakels die de aanvang van de werken in de weg kunnen staan. Dit is bijvoorbeeld nodig bij het bouwen van een woonwijk of een nieuwe weg.
Op een bouwrijp terrein kan zonder problemen een sondering uitgevoerd worden met een rupstoestel op elke plaats van het terrein.
Werkzaamheden kunnen zijn:
- grondophoging,
- grondverbetering
- verwijdering van begroeiing zoals bomen en struiken
- voorbelasten
- Het aanleggen van (bouw)wegen en watergangen
- Het verleggen of opnemen van eventuele ondergrondse kabels en leidingen;
- Oude bouwwerken slopen en afvoeren;
- Rioleringsysteem aanleggen;
- Wegcunetten graven en aanvullen met wegfunderingsmateriaal;
- Kabel- en leidingstroken aanleggen;
- Waterpartijen graven;
- Overige terreinen vlak afwerken.

Het voorbelasten van de grond is vaak nodig omdat geëist wordt dat de bouwgrond voldoende draagkrachtig moet zijn en zettingen door (toekomstige) bovenbelastingen zo gering mogelijk moeten zijn. Door op de bouwgrond veel grond of zand neer te leggen en dus voor te belasten wordt ervoor gezorgd dat de grootste zakkingen voor de bouw en ingebruikname hebben plaatsgevonden.

## Kabels en leidingen
Tijdens het bouwrijp maken van een woonwijk worden ook vaak kabels en leidingen voor nutsvoorzieningen en riolering aangelegd om de woningen direct aan te kunnen sluiten zonder dat tijdens de laatste fase van de bouw nog veel graafwerk nodig is. Op plaatsen waar een voorbelasting nodig is worden de ondergrondse voorzieningen aangelegd zodra de voorbelasting verwijderd is.